# Euphrasia hudsoniana
Euphrasia hudsoniana är en snyltrotsväxtart som beskrevs av Merritt Lyndon Fernald och Wiegand. Euphrasia hudsoniana ingår i släktet ögontröster, och familjen snyltrotsväxter.

## Underarter
Arten delas in i följande underarter:
- E. h. contracta
- E. h. ramosior